# Крюченко, Владимир Филиппович
Владимир Филиппович Крюченко (1926—1993) — старшина Советской Армии, участник Великой Отечественной войны, Герой Советского Союза (1945).

## Биография
Владимир Крюченко родился 7 января 1926 года на станции Треповка (ныне — Кропивницкий район Кировоградской области Украины). Окончил шесть классов школы в Кировограде. В начале войны оказался в оккупации. После освобождения Кировограда в январе 1944 года Крюченко был призван на службу в Рабоче-крестьянскую Красную Армию. С апреля того же года — на фронтах Великой Отечественной войны.
К январю 1945 года красноармеец Владимир Крюченко был пулемётчиком 133-го стрелкового полка 72-й стрелковой дивизии 21-й армии 1-го Украинского фронта. Отличился во время форсирования Одера. 24 января 1945 года Крюченко в числе первых переправился через Одер в районе Оппельна (ныне — Ополе) и огнём своего пулемёта поддерживал наступление пехоты. В том бою он был три раза ранен, но продолжал сражаться, уничтожив 15 вражеских солдат и офицеров.
Указом Президиума Верховного Совета СССР от 10 апреля 1945 года за «мужество, отвагу и героизм, проявленные в борьбе с немецкими захватчиками», красноармеец Владимир Крюченко был удостоен высокого звания Героя Советского Союза с вручением ордена Ленина и медали «Золотая Звезда».
После окончания войны Крюченко продолжил службу в Советской Армии. В 1964 году в звании старшины он был демобилизован. Проживал в Киеве, работал начальником цеха фабрики игрушек. Скончался 11 ноября 1993 года, похоронен в Киеве.
Был также награждён орденом Отечественной войны 1-й степени и рядом медалей.